# Antiga Casa Margalef
Antiga Casa Margalef és una obra d'Amposta (Montsià) inclosa a l'Inventari del Patrimoni Arquitectònic de Catalunya.

## Descripció
Edifici d'habitatges de planta rectangular, amb planta baixa i un pis i coberta plana. La façana principal presenta una organització molt simple d'acord als tres registres horitzontals en què es divideix. A la planta baixa la gran porta d'entrada ocupa quasi tot el registre en alçada i està emmarcada amb pedra. Al primer pis hi ha un balcó, amb esgrafiats a la llinda i als laterals. Al segon registre hi ha una placa de pedra esculpida, de línies estilitzades, amb el número de la casa, situada a la cantonada inferior esquerra. Els elements ornamentals es repeteixen al segon pis, excepte la petita franja d'esgrafiats que precedeix la cornisa. Corona la façana una balustrada amb esgrafiats.